# The Middle Of The Night
A The Middle Of The Night című dal Csepregi Éva 1985-ben megjelent dala, mely Midnight című albumán található.  Az album Magyarországon és Észak-Koreában is megjelent. Az eredeti magyar változat az Éjszakai Láz, a Magánügyek című 1985-ben megjelent albumra került fel. Az angol változat 7" és 12"-es bakelit formátumban jelent meg Olaszországban.

## Megjelenések
12"  Olaszország CGD – INT 15209
- A	The Middle Of The Night	6:00
- B	Someday You'll Be Sorry	3:52

## Külső hivatkozások
- Hallgasd meg a dalt[6]
- A dal magyar nyelven "Éjszakai láz"[7]